# 로마 교구
로마 교구(라틴어: Diœcesis Urbis 또는 Diœcesis Romana, 이탈리아어: Diocesi di Roma)는 성좌 또는 사도좌, 거룩한 로마 교회, 로마 교회, 베드로좌 등으로도 알려진 이탈리아의 가톨릭교회 교구이다. 로마 교구는 가톨릭교회의 최고사제이자 지도자로서 흔히 교황이라고 불리는 로마 주교의 주교좌가 있는 기독교에서 가장 상징적인 교구이다. 1세기에 성립되었으며, 현재 교황의  교구다. 로마교구를 거룩한 로마교회라고도 부르며
로마외 다른교구를 지역교회라고 부른다
로마 교구의 주교좌 성당은 산 조반니 인 라테라노 대성당이다. 2010년을 기준으로 로마 교구에서는 2,816,706명의 주민 가운데 세례자가 2,473,000명(87.8%)을 헤아린다. 로마 교구는 이탈리아에서 881제곱킬로미터 지역을 관할하고 있다.

## 교구장
우선 첫째로, 로마 주교는 로마 교구의 교구장인 교황의 온전한 직분이다. 왜냐하면 교황이 가진 다른 모든 직함은 로마의 성 베드로를 계승한 이로써의 교황을 가리키는 지위인 로마 주교로부터 유래하기 때문이다. 로마 주교는 자신의 직분에서 비롯한 다음과 같은 직함들을 갖게 되었다.
- 맨 먼저 로마 주교는 그리스어로 ‘아버지’를 뜻하는 단어(pappas)에서 유래한 교황이다. 로마 주교의 주교좌는 가톨릭교회 전체에서 으뜸가는 베드로좌이며, 그에게 ‘최고사제’이자 ‘그리스도의 대리자’로서의 권한을 부여하는 자리다.
- 로마 주교는, 서방 총대주교라고도 불린다. 서방 총대주교로서 로마 주교는 예루살렘 총대주교, 베네치아 총대주교, 리스본 총대주교와 같은 다른 라틴 총대주교들보다 우위에 선 존재로서 라틴 교회 전체에 대한 통치권을 가지고 있다. 로마 주교는 고대 5대 총대주교들의 지도자로 여겨진다.
- 동시에 로마 주교는 이탈리아 교회에서 가장 영향력 있는 주교인 이탈리아의 수석 대주교이다.
- 마지막으로, 로마 주교는 로마 관구의 관구장 대주교이다. (로마 관구에 속한 산하 교구에 관해서 참조: 이탈리아의 로마 가톨릭 교구)

## 관할구역

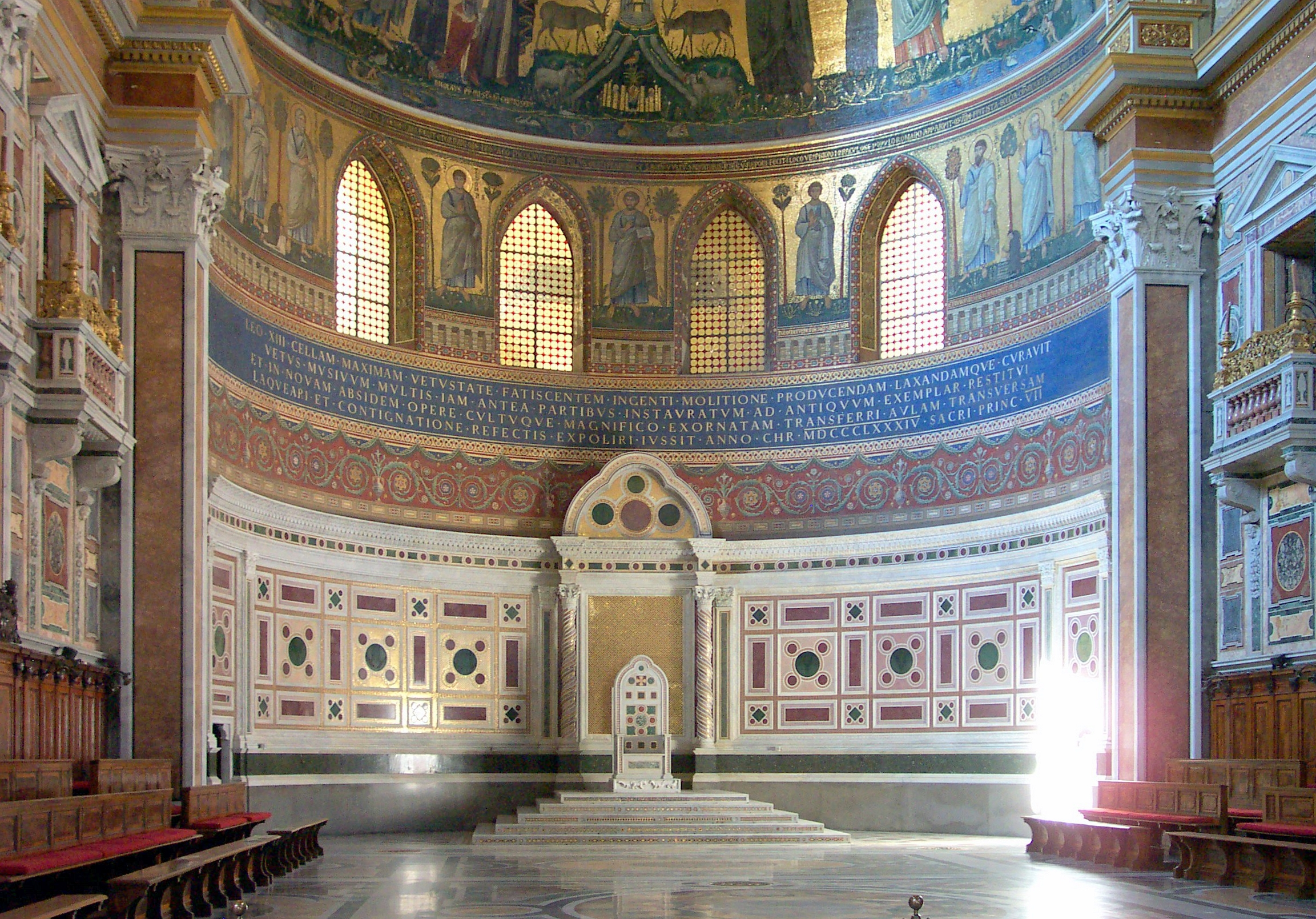
라테라노 대성전에 있는 교황의 주교좌

로마 교구의 담당 구역은 바티칸 시국과 이탈리아 공화국의 수도인 로마 시 전체로 뻗어 있다. 로마 교구의 두 구역은 교황이 임명한 두 명의 총대리에 의해 관리되고 있다. 로마 교구의 두 구역은 다음과 같다.
- 로마 대리구(이탈리아어: Vicariato di Roma): 라테라노 대성당을 중심으로 이탈리아의 주권 아래 있는 로마교구 구역을 담당한다. 현재 '로마 시와 로마 관구를 위한 교황성하의 총대리'(이탈리아어: Vicario Generale di Sua Santità per la Città di Roma e Provincia)는  발다사레 레이나 ( Baldassare Reina) 추기경이다.
로마 대리구에는(2010년 기준) 336개의 본당 사목구가 속해 있으며, 이들은 5개 지역(settori: 동로마, 서로마, 남로마, 북로마, 중로마) 산하의 36개 지구(prefetture)로 분류되어 있다.
https://web.archive.org/web/20100310140716/http://www.vicariatusurbis.org/Diocesi.htm

- 바티칸 시국 대리구(이탈리아어: Vicariato della Città del Vaticano): 바티칸 대성전과 바티칸 시국의 모든 영토를 담당한다. 현재 '바티칸 시국을 위한 교황성하의 총대리'(이탈리아어: Vicario Generale di Sua Santità per la Città del Vaticano)는 마우로 감베티(Mauro Gambetti) 추기경이다.
바티칸 시국 대리구에는(2010년 기준) 단지 2개의 본당 사목구가 속하는데, 곧 팔라프레니에리의 성녀 안나 성당과 성 베드로 대성당이다.

## 같이 보기
- 성좌 (가톨릭)